# Hamamelidàcies
Les hamamelidàcies (Hamamelidaceae) és una família de plantes amb flors actualment dins l'ordre saxifragals.

## Distribució
Les Hamamelidaceae tenien una àmplia distribució en l'Hemisferi Nord durant el Cretaci i principi del Terciari. Les glaciacions del Quaternari van fer que s'extingissin en les latituds mitjanes i restesin només en les zones tropicals i subtropicals de la regió del Caucas d'Àsia. Fins al Plistocè mitjà també ocupaven el nord-oest de la regió mediterrània incloent els Països Catalans
Actualment la subfamília més gran, els Hamamelidoideae, es troben a Amèrica del Nord i oest i est d'Àsia. La subfamília Hamamelidoideae subtribu Dicoryphinae està restringida actualment a Àfrica (incloent-hi Madagascar i Comores) i a Austràlia. Disanthoideae i Rhodoleioideae actualment estan restringits al sud de la Xina i regió del Caucas. Mytilarioideae és a l'est d'Àsia. Altingioideae és restringit a l'est d'Àsia Asia i oest d'Àsia i Amèrica del Nord.

## Subfamílies
Hamamelidaceae conté 27-30 gèneres i 80-140 espècies en 5-6 subfamílies que són: Exbucklandioideae, Rhodoleioideae, Mytilarioideae, Disanthoideae, Hamamelidoideae, i Altingioideae, la qual ha estat elevada a família Altingiaceae en alguns tractaments recents.
El nombre de gèneres en cada subfamília és:
- Exbucklandioideae (1 gènere; Exbucklandia)
- Rhodoleioideae (1 gènere; Rhodoleia)
- Mytilarioideae (2 gèneres; Myrilaria, Chunia)
- Disanthoideae (1 gènere; Disanthus)
- Hamamelidoideae (22 gèneres)
- Altingioideae sensu Endress 1989 (3 gèneres; Liquidambar, Altingia, Semiliquidambar)

## Gèneres
- Chunia (1 espècie; Hainan)
- Corylopsis (Winter-hazel); unes 30 espècies;)
- Dicoryphe
- Disanthus (1)
- Distyliopsis
- Distylium (unes 10 espècies)
- Embolanthera
- Eustigma
- Exbucklandia (3)
- Fortunearia (1)
- Fothergilla (Fothergilla; 3 espècies)
- Hamamelis (Witch-hazel; 4 espècies)
- †Langeria (Wolfe) & Wehr) Eocè 1 espècie
- Loropetalum (2)
- Maingaya
- Matudaea
- Molinadendron
- Mytilaria
- Neostrearia
- Noahdendron
- Ostrearia
- Parrotia (1)
- Parrotiopsis (1)
- Rhodoleia (7)
- Sinowilsonia (1)
- Sycopsis (7)
- Tetrathyrium
- Trichocladus